# Jeff Finger
Jeff Finger (* 18. Dezember 1979 in Houghton, Michigan) ist ein ehemaliger US-amerikanischer Eishockeyspieler, der während seiner aktiven Laufbahn unter anderem für die Colorado Avalanche und Toronto Maple Leafs in der National Hockey League gespielt hat.

## Karriere
Der 1,85 m große Verteidiger spielte zunächst bei den Green Bay Gamblers in der Juniorenliga United States Hockey League. Während seiner Collegezeit stand er im Team der St. Cloud State University, die in der Hockey Division I der National Collegiate Athletic Association antrat. Beim NHL Entry Draft 1999 wurde der Linksschütze schließlich als 240. in der achten Runde von den Colorado Avalanche ausgewählt (gedraftet). 
Zunächst wurde der Abwehrspieler von den Avalanche bei verschiedenen Farmteams in der ECHL und der American Hockey League eingesetzt; am 20. Februar 2007 gab er schließlich sein NHL-Debüt gegen die Calgary Flames. Seinen ersten Scorerpunkt erzielte Finger sieben Tage später im Spiel gegen die Columbus Blue Jackets, als er als Vorlagengeber für Paul Stastny fungierte. Am 1. März desselben Jahres erzielte der US-Amerikaner schließlich in der Partie gegen die Chicago Blackhawks sein erstes Tor in der höchsten nordamerikanischen Profiliga. Im Sommer 2008 unterzeichnete Finger als Free Agent einen Vierjahresvertrag im Wert von 14 Millionen US-Dollar bei den Toronto Maple Leafs. Im Anschluss beendete Finger, der in den letzten beiden Saisons lediglich im Farmteam bei den Toronto Marlies zum Einsatz gekommen war, seine aktive Laufbahn.

## Erfolge und Auszeichnungen
- 2000 Clark-Cup-Gewinn mit den Green Bay Gamblers
- 2000 USHL Defenseman of the Year
- 2001 Broadmoor-Trophy-Gewinn mit der St. Cloud State University

## Karrierestatistik
(Legende zur Spielerstatistik: Sp oder GP = absolvierte Spiele; T oder G = erzielte Tore; V oder A = erzielte Assists; Pkt oder Pts = erzielte Scorerpunkte; SM oder PIM = erhaltene Strafminuten; +/− = Plus/Minus-Bilanz; PP = erzielte Überzahltore; SH = erzielte Unterzahltore; GW = erzielte Siegtore; 1 Play-downs/Relegation; Kursiv: Statistik nicht vollständig)